# La Glu (film, 1927)
Pour les articles homonymes, voir La glu.
Pour plus de détails, voir Fiche technique et Distribution.
La Glu est un film français réalisé en 1926 par Henri Fescourt, sorti en 1927.

## Synopsis
Une jeune femme parisienne surnommée La Glu s'installe dans un petit port de pêche breton avec l'intention de séduire Marie-Pierre, le seul garçon des 9 enfants de Marie des Anges. Elle parvient à ses fins et Marie-Pierre la suit. Il est à son tour abandonné par la Glu et revient au pays, décidé à se venger.

## Fiche technique
- Titre : La Glu
- Réalisation : Henri Fescourt
- Scénario : Henri Fescourt, d'après le roman de Jean Richepin publié en 1881
- Photographie : Georges Lafont et Marcel Grimault
- Décors : Georges Quénu
- Montage : Jean-Louis Bouquet
- Production: Société des Cinéromans
- Tournage : juillet 1926
- Pays de production :  France
- Format : Noir et blanc - Muet
- Genre :  Drame
- Durée : 60 minutes
- Date de sortie : 
  - France : 27 mai 1927

## Distribution
- Germaine Rouer : la Glu
- François Rozet : le gars Marie-Pierre
- Juliette Boyer
- Janine Lequesne
- André Dubosc
- André Marnay